# Urbanič
Urbanič je priimek več znanih Slovencev:
- Gorazd Urbanič, biolog
- Jožef Urbanič (*1948), teolog in filozof
- Marjeta Urbanič Rudolf, orglavka